# 阿卡索
阿卡索外教网是一家中国的教育网，主要业务是线上英语外教及海外留學業務。该网站成立于2016年8月，在2017年完成B轮融资，代言人包括艺人佟大为。但该公司亦因电话营销涉嫌骚扰而引发争议。
受中國政府出台雙減政策影響，公司也出現裁員情況，現在正向網紅帶貨丶電商業務發展
2022年，公司聯合創辦人王志彬在中國被入禀限制高消費 